# Sesbania pachycarpa
Espèce
Synonymes
- Sesbania bispinosa sensu auct.[1]
- Sesbania cannabina sensu F.W.Andrews[1]
- Sesbania pachycarpa subsp. pachycarpa[1]
- Sesbania sinuo-carinata Ali[1]

Sesbania pachycarpa est une espèce de plantes à fleurs de la famille des Fabaceae appartenant au genre Sesbania.

## Liste des sous-espèces
Selon Tropicos (25 décembre 2017) :
- Sesbania pachycarpa subsp. dinterana J.B. Gillett
- Sesbania pachycarpa subsp. pachycarpa